# Stade municipal de Coléah
Le Stade municipal de Coléah est un stade multi-usage situé à Conakry, Guinée. Il est actuellement principalement utilisé pour les matchs de football et abrite le club du Baraka FC. Le stade peut accueillir 1 000 personnes.